# Антерос
Антерос (грч. Ἀντέρως) је у грчкој митологији био бог узвраћене љубави, као и осветник неузвраћене љубави, па је због тога некада проглашаван и Немезиним сином. Према неким изворима, он је представљао персонификацију првенствено хомосексуалне љубави. Приказиван је заједно са својим братом близанцем Еросом, али постављен супротстављено њему и уз Афродиту.

## Митологија
Био је син Ареја и Афродите и према једном предању, Афродита се пожалила Темиди што њен син Ерос није израстао у младића, због чега ју је ова саветовала да му роди брата. Паусанија је писао о љубави између Атињанина Мелета и Тимагоре, која је била несрећна јер је Мелет охоло и презриво одбијао ту љубав и тражио да се Тимагора попне на високу планину и скочи са ње. Тимагора, који није могао да одбије ниједан хир свог љубимца је заиста то и учинио. Када је погинуо, Мелет је толико жалио да се попео на исту стену и убио се. То је разлог зашто су у Атини поштовали Антероса. И у римској митологији је Цицерон помињао Антероса као Марсовог сина и „треће Венере“.

## Култ
Паусанија је извештавао да у близини Атине постојао олтар посвећен Антеросу, а да је у Елиди у школи за рваче постојао рељеф који је приказивао Ероса и Антероса, где је први држао палмину грану, а Антерос је покушавао да му је преотме.